# Kleinhovia hospita
Kleinhovia hospita är en malvaväxtart som beskrevs av Carl von Linné. Kleinhovia hospita ingår i släktet Kleinhovia och familjen malvaväxter. Inga underarter finns listade i Catalogue of Life.

## Bildgalleri

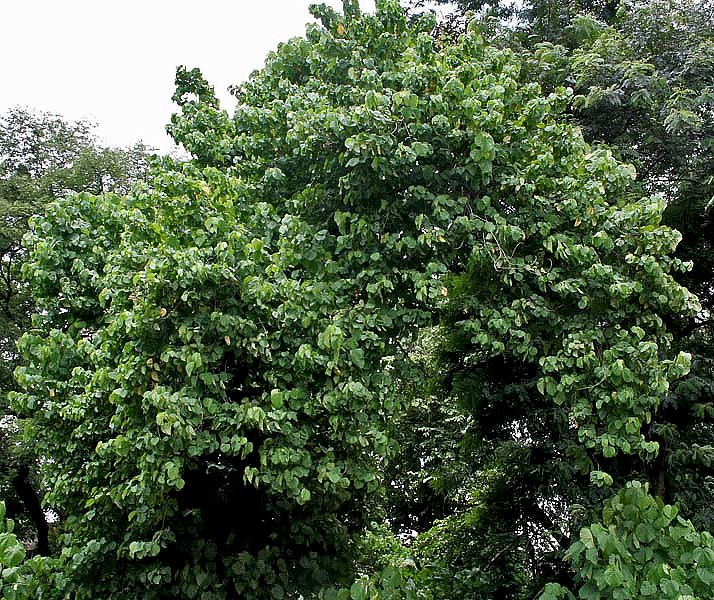
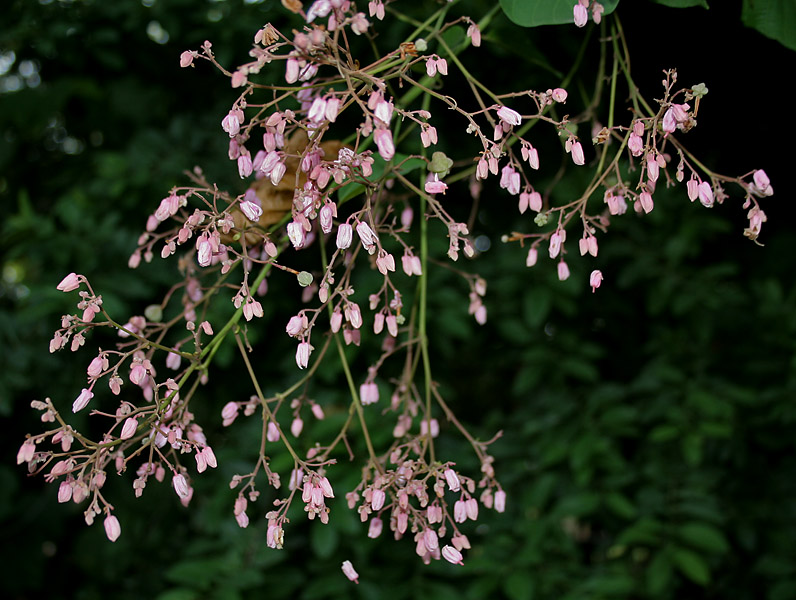
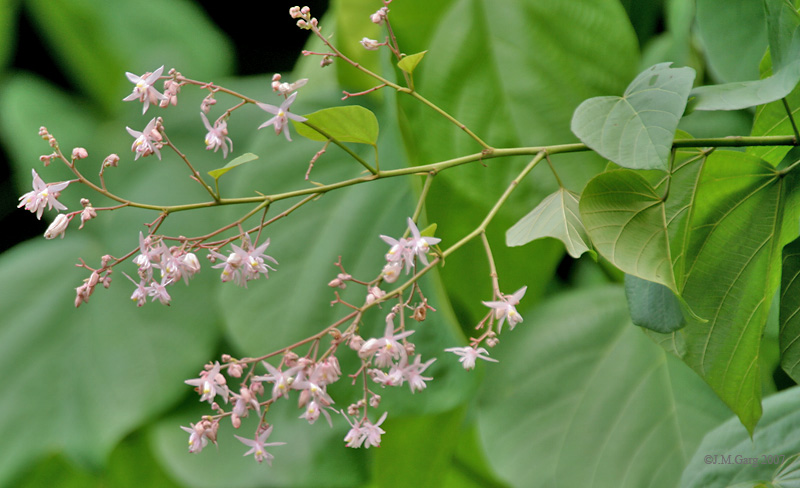